# Wahlkreis Pankow 6
Der Wahlkreis Pankow 6 ist ein Abgeordnetenhauswahlkreis in Berlin. Er gehört zum Wahlkreisverband Pankow und umfasst die Gebiete Esplanade, Schönhauser Allee, S-Bahntrasse zwischen Schönhauser Allee und Prenzlauer Allee, Prenzlauer Allee, Danziger Straße, Eberswalder Straße und Bezirksgrenze Mitte.

## Abgeordnetenhauswahl 2023
Bei der Wahl zum Abgeordnetenhaus von Berlin 2023 traten folgende Kandidaten an:
| Name                              | Partei           | Anteil der Erststimmen | Anteil der Zweitstimmen |
| --------------------------------- | ---------------- | ---------------------- | ----------------------- |
| Andreas Otto                      | Grüne            | 41,7 %                 | 37,8 %                  |
| Katja Rom                         | Die Linke        | 18,3 %                 | 19,1 %                  |
| Linda Vierecke                    | SPD              | 13,9 %                 | 13,1 %                  |
| Stephan Lenz                      | CDU              | 12,3 %                 | 12,1 %                  |
| Thomas Enge                       | FDP              | 04,0 %                 | 04,3 %                  |
| Tobias Thieme                     | AfD              | 03,4 %                 | 03,5 %                  |
| Constantin Lissner                | Die PARTEI       | 02,6 %                 | 02,0 %                  |
| Katharina Hübner                  | Tierschutzpartei | 02,1 %                 | 01,8 %                  |
| Wilfried Meyer                    | dieBasis         | 01,1 %                 | 00,9 %                  |
| Colin Kerkmann                    | Freie Wähler     | 00,7 %                 | 00,5 %                  |
| Fabian Blume                      | du.              | 00,5 %                 | 00,3 %                  |
| Thomas Kuhn                       | ÖDP              | 00,2 %                 | 00,1 %                  |
| –                                 | Volt             | –                      | 02,0 %                  |
| –                                 | Sonstige         | –                      | 02,5 %                  |
| Wahlberechtigte: 30.549 Einwohner |                  |                        |                         |
| Wahlbeteiligung: 71,0 %           |                  |                        |                         |

## Abgeordnetenhauswahl 2021
Bei der im Nachhinein für ungültig erklärten Wahl zum Abgeordnetenhaus von Berlin 2021 traten folgende Kandidaten an:
| Name                              | Partei           | Anteil der Erststimmen | Anteil der Zweitstimmen |
| --------------------------------- | ---------------- | ---------------------- | ----------------------- |
| Andreas Otto                      | Grüne            | 41,3 %                 | 37,7 %                  |
| Katja Rom                         | Die Linke        | 20,8 %                 | 21,9 %                  |
| Linda Vierecke                    | SPD              | 14,9 %                 | 13,0 %                  |
| Stephan Lenz                      | CDU              | 07,3 %                 | 06,9 %                  |
| Thomas Enge                       | FDP              | 05,2 %                 | 05,7 %                  |
| Constantin Lissner                | Die PARTEI       | 02,8 %                 | 02,3 %                  |
| Tobias Thieme                     | AfD              | 02,6 %                 | 02,8 %                  |
| Wilfried Meyer                    | dieBasis         | 01,9 %                 | 01,7 %                  |
| Katharina Hübner                  | Tierschutzpartei | 01,8 %                 | 01,2 %                  |
| Colin Kerkmann                    | Freie Wähler     | 00,7 %                 | 00,5 %                  |
| Fabian Blume                      | Die Urbane       | 00,4 %                 | 00,3 %                  |
| Thomas Kuhn                       | ÖDP              | 00,3 %                 | 00,1 %                  |
| –                                 | Volt             | –                      | 02,5 %                  |
| –                                 | Sonstige         | –                      | 03,4 %                  |
| Wahlberechtigte: 30.621 Einwohner |                  |                        |                         |
| Wahlbeteiligung: 83,7 %           |                  |                        |                         |

## Abgeordnetenhauswahl 2016
Bei der Wahl zum Abgeordnetenhaus von Berlin 2016 traten folgende Kandidaten an:
| Name                              | Partei           | Anteil der Erststimmen | Anteil der Zweitstimmen |
| --------------------------------- | ---------------- | ---------------------- | ----------------------- |
| Andreas Otto                      | Grüne            | 36,5 %                 | 31,7 %                  |
| Katrin Möller                     | Die Linke        | 20,4 %                 | 21,4 %                  |
| Thomas Bohla                      | SPD              | 17,4 %                 | 18,2 %                  |
| Stephan Lenz                      | CDU              | 09,0 %                 | 08,8 %                  |
| Thobias Thieme                    | AfD              | 05,4 %                 | 05,8 %                  |
| Thomas Enge                       | FDP              | 03,7 %                 | 05,0 %                  |
| Veit Rausch                       | Die PARTEI       | 03,0 %                 | 03,3 %                  |
| Oliver Waack-Jürgensen            | Piraten          | 02,9 %                 | 03,0 %                  |
| Sven Fischer                      | Mieterpartei     | 01,7 %                 | 0–                      |
| –                                 | Tierschutzpartei | 0–                     | 01,3 %                  |
| –                                 | Sonstige         | 0–                     | 01,5 %                  |
| Wahlberechtigte: 31.352 Einwohner |                  |                        |                         |
| Wahlbeteiligung: 73,7 %           |                  |                        |                         |

## Abgeordnetenhauswahl 2011
Bei der Wahl zum Abgeordnetenhaus von Berlin 2011 traten folgende Kandidaten an:
| Name                              | Partei           | Anteil der Erststimmen | Anteil der Zweitstimmen |
| --------------------------------- | ---------------- | ---------------------- | ----------------------- |
| Andreas Otto                      | Grüne            | 35,1 %                 | 34,1 %                  |
| Roland Schröder                   | SPD              | 27,7 %                 | 24,8 %                  |
| Florian Schöttle                  | Die Linke        | 12,4 %                 | 12,0 %                  |
| Philipp Magalski                  | Piraten          | 12,2 %                 | 13,9 %                  |
| Stephan Lenz                      | CDU              | 08,4 %                 | 08,0 %                  |
| Stephan Alutis                    | Die PARTEI       | 01,6 %                 | 01,7 %                  |
| Felix Strüning                    | Die Freiheit     | 00,8 %                 | 00,7 %                  |
| Andreas Graudin                   | Pro Deutschland  | 00,7 %                 | 00,4 %                  |
| Andrea Hüttinger                  | Unabhängige      | 00,6 %                 | 00,4 %                  |
| Michael Schmacke                  | B                | 00,6 %                 | 0–                      |
| –                                 | FDP              | –                      | 01,4 %                  |
| –                                 | Tierschutzpartei | –                      | 01,0 %                  |
| –                                 | Sonstige         | –                      | 01,6 %                  |
| Wahlberechtigte: 31.854 Einwohner |                  |                        |                         |
| Wahlbeteiligung: 65,1 %           |                  |                        |                         |

## Abgeordnetenhauswahl 2006
Bei der Wahl zum Abgeordnetenhaus von Berlin 2006 traten folgende Kandidaten an:
| Name                              | Partei     | Anteil der Erststimmen |
| --------------------------------- | ---------- | ---------------------- |
| Andreas Otto                      | Grüne      | 34,3 %                 |
| Claudia Tietje                    | SPD        | 28,6 %                 |
| Michail Nelken                    | Die Linke  | 19,1 %                 |
| Peter Sehmsdorf                   | CDU        | 07,1 %                 |
| Joseph Rothmaler                  | WASG       | 03,8 %                 |
| Werner Riedel                     | FDP        | 03,1 %                 |
| Frank-Michael Malchow             | Tierschutz | 01,9 %                 |
| Michael Schmacke                  | B          | 01,5 %                 |
| Johanna Heuveling                 | HP         | 00,6 %                 |
| Wahlberechtigte: 32.089 Einwohner |            |                        |
| Wahlbeteiligung: 58,2 %           |            |                        |

## Bisherige Abgeordnete
Da der Wahlkreis erst seit 2006 in der heutigen Form besteht, ist die Angabe bisheriger Abgeordneter erst seit diesem Zeitpunkt möglich.
| Jahr | Name         | Partei | Anteil der Erststimmen |
| ---- | ------------ | ------ | ---------------------- |
| 2023 | Andreas Otto | Grüne  | 41,7 %                 |
| 2021 | Andreas Otto | Grüne  | 41,3 %                 |
| 2016 | Andreas Otto | Grüne  | 36,5 %                 |
| 2011 | Andreas Otto | Grüne  | 35,1 %                 |
| 2006 | Andreas Otto | Grüne  | 34,3 %                 |